# Carlos Montenegro (calciatore)
Carlos Adriel Montenegro Rodríguez (Heredia, 7 gennaio 1991) è un calciatore nicaraguense, difensore dell'Univ. de Costa Rica e della Nazionale nicaraguense.

## Caratteristiche tecniche
È un difensore centrale.

## Carriera

### Club
Ha cominciato a giocare al Carmelita. Nel 2019 è stato acquistato dall'Univ. de Costa Rica.

### Nazionale
Ha debuttato in Nazionale il 7 giugno 2019, nell'amichevole Argentina-Nicaragua (5-1). Ha partecipato, con la Nazionale, alla CONCACAF Gold Cup 2019.